# Hunan
Hunan (湖南) har siden kejsertiden været en administrativ enhed i Kina.  Provinsen ligger midtvejs ved Yangtze-flodens løb.  Hunan har grænser til Hubei mod nord, Jiangxi mod øst, Guangdong mod syd, Guangxi mod sydvest, Guizhou mod vest samt Chongqing med nordvest. Hovedstaden er Changsha.  Navnet "Hunan" betyder "syd for søen", da provinsen ligger syd for Dongting-søen (湖, pinyin hu = sø; 南, pinyin nan = syd). Hunan kaldes nogle gange 湘 (pinyin Xiāng) i forkortet form, efter Xiang-floden, der løber gennem provinsen.
Hunan er en af de mest frugtbare og bedst vandede provinser i Kina.  Lige siden Yuan- og Mingdynastiet, da Hunan og Hubei var slået sammen som Huguang, har provinsen spillet en vigtig rolle i landets fødevareproduktion af ris.  Ud over ris spiller også produktionen af te og bomuld en vigtig rolle.
Den kinesiske revolutionsanfører og grundlægger af Folkerepublikken Kina, Mao Zedong, blev født i landsbyen Shaoshan syd for provinshovedstaden Changsha. 

## Administrative enheder
Hunan er inddelt i 14 enheder på præfekturniveau, hvoraf de 13 er byer på præfekturniveau og den sidste er et autonomt preæfektur. Byerne på præfekturniveau er: 
- Changsha (长沙市 Chángshā Shì)
- Zhangjiajie (张家界市 Zhāngjiājiè Shì)
- Changde (常德市 Chángdé Shì)
- Yiyang (益阳市 Yìyáng Shì)
- Yueyang (岳阳市 Yuèyáng Shì)
- Zhuzhou (株州市 Zhūzhōu Shì)
- Xiangtan (湘潭市 Xiāngtán Shì)
- Hengyang (衡阳市 Héngyáng Shì)
- Chenzhou (郴州市 Chénzhōu Shì)
- Yongzhou (永州市 Yǒngzhōu Shì)
- Shaoyang (邵阳市 Shàoyáng Shì)
- Huaihua (怀化市 Huáihuà Shì)
- Loudi (娄底市 Lóudǐ Shì)

Det autonome præfektur er:
- Xiangxi Tujia og Miao (湘西土家族苗族自治州 Xiāngxī Tǔjiāzú Miáozú Zìzhìzhōu)

## Myndigheder
Den regionale leder i Kinas kommunistiske parti er Xu Dazhe. Guvernør er Mao Weiming, pr. 2021.
- Wikimedia Commons har flere filer relateret til Hunan

27°24′N 111°48′Ø / 27.4°N 111.8°Ø